# لودفيغ بيرغر
لودفيغ بيرغر (بالألمانية: Ludwig Berger)‏ (و. 1892 – 1969 م) هو مخرج سينمائي، وكاتب سيناريو، وكاتِب، وممثل، من ألمانيا، ولد في ماينتس، توفي عن عمر يناهز 77 عاماً.

## جوائز
حصل على جوائز منها:
- قائد فرسان من وسام استحقاق جمهورية ألمانيا الاتحادية.

## وصلات خارجية
- لودفيغ بيرغر على موقع IMDb (الإنجليزية)
- لودفيغ بيرغر على موقع ألو سيني (الفرنسية)
- لودفيغ بيرغر على موقع ميوزك برينز (الإنجليزية)
- لودفيغ بيرغر على موقع أول موفي (الإنجليزية)
- لودفيغ بيرغر على موقع قاعدة بيانات الأفلام السويدية (السويدية)
- لودفيغ بيرغر على موقع قاعدة بيانات الفيلم (الإنجليزية)
- لودفيغ بيرغر على موقع كينوبويسك (الروسية)